# 小林航
小林 航（こばやし わたる、1994年3月22日 - ）は、ジャパンラグビーリーグワン東京サントリーサンゴリアスに所属するラグビー選手。

## プロフィール
- 東京都杉並区出身。
- ポジションはロック(LO)。
- 身長 195 cm、体重 112 kg
- ニックネームはワタル。
- U20日本代表に選ばれたことがある[1]。

## 来歴
中学入学後からラグビーを始めた。
2012年、明大中野八王子高校卒業後、明治大学に入る。なお明大中野八王子高校時代、高校日本代表に選ばれたことがある。
2016年、明治大学卒業後、サントリーサンゴリアス(現・東京サントリーサンゴリアス)に加入。同年9月3日に行われたジャパンラグビートップリーグ第2節のホンダヒート戦にて先発出場で公式戦初出場を果たす。